# Julio Iglesias Jr.
Julio José Iglesias Preysler (Madrid, 25 de febrero de 1973), más conocido como Julio Iglesias Jr., es un cantante, presentador, actor y modelo español. Más conocido por ser hijo del matrimonio del cantante Julio Iglesias con la socialite filipina Isabel Preysler. En 2008 fue declarado ganador del programa de telerrealidad Gone Country, de la CMT, y ha sido el tercer finalista de la primera edición en España de Tu cara me suena.

## Primeros años
Julio Iglesias Jr. nació en Madrid, España, hijo del cantante español Julio Iglesias y la socialité filipina Isabel Preysler. Es hermano de Chábeli Iglesias y de Enrique Iglesias, que también es cantante. Además, es sobrino nieto de la actriz filipina Neile Adams, primo segundo del actor estadounidense Steven R. McQueen y cuñado de los tenistas Anna Kournikova y Fernando Verdasco.
Sus padres se divorciaron en 1978 y en la década de 1980, Iglesias Jr. y sus hermanos se mudaron a Miami en los Estados Unidos para vivir con su padre, Julio Iglesias. Por parte de su madre tiene dos medio hermanas, Tamara Falcó (1981) y Ana Boyer (1989), y por parte de su padre tiene cinco medio hermanos, Miguel Alejandro, Rodrigo, Victoria, Cristina y Guillermo. Asistió a la universidad en Menlo College, en Atherton, cerca de San Francisco, California. Ganó la oportunidad de participar en NBCs' Fuera del azul y trabajó para el Travel Channel, donde presentó un programa de viaje que lo llevó a América Latina.
Además, es descendiente de Luis Sáenz de Tagle, noble y financiero del rey Felipe V de España.

## Trayectoria profesional
Julio Iglesias Jr. primero se introdujo en el mundo del espectáculo como modelo. Fue su representante el que negoció un acuerdo de hombres modelos exclusivos con Joey Hunter (en el momento era el presidente de la división de modelo masculino) en la Agencia Ford Models en Nueva York. Fue a través de Joey Hunter, que Iglesias Jr. fue descubierto por el fotógrafo Bruce Weber. Realizó la campaña de Versace. Poco después, Iglesias Jr. firmó con el ejecutivo publicitario Rubén Malaret, quien comenzó una campaña de prensa dirigida obtener más beneficio de Iglesias Jr., lanzándolo en la industria del entretenimiento de habla inglesa. Algunos de sus logros notables fueron: su participación en "Oprah Winfrey's talk show" y apareció en un anuncio de Brecha y modeló para el diseñador John Bartlett VII de la Sexta Fashion Show.
Le ofrecieron dos puestos de trabajo en telenovelas, uno en Televisa y uno en la telenovela de ABC, All My Children. Iglesias Jr. también había recibido una oferta de los productores de la obra de Broadway "Grease" con estrellas como Danny, pero decidió declinar esos trabajos porque quería concentrarse en su música. Iglesias Jr. firmó un acuerdo de grabación con Epic Records y viajó a Miami donde comenzó a grabar su primer álbum, Bajo mis ojos, con Rodolfo Castillo. Lanzado en 1999, la grabación de este álbum los llevó a Nueva York y Los Ángeles, con dos canciones lanzadas en inglés en el álbum: "One More Chance" y "Under My Eyes". Entre las presentaciones promocionales del álbum, Iglesias Jr. interpretó "One More Chance" en el Certamen Miss Universo 1999, y acompañó a Cher en su gira por América del Norte. El álbum no obtuvo éxito en Estados Unidos, y poco después Iglesias Jr. se apartó de Epic Records. El segundo álbum de Iglesias Jr., Tercera Dimensión, fue lanzado en 2003, por la Warner Music Group y contó con canciones de pop rock español con los sencillos "Los demás" y "Déjame volar". Ambos álbumes recibieron mucho interés público de habla hispana en los medios de comunicación de Estados Unidos, de modo alcanzó el éxito en las minorías.
Trabajó para la revista ¡Hola!, apareciendo en varias sesiones de fotos. Más recientemente ha participado en España en la segunda temporada del concurso El Club de Flo, en el que celebridades aprenden a realizar monólogos cómicos junto a formadores expertos en la técnica, que además hacen de jueces semanalmente. Llegó a durar bastantes episodios, siendo el 10° eliminado. Regresó a vivir a España y estuvo viviendo con su madre, Isabel Preysler. Él apareció en el programa de TVE llamado "¡Mira Quién Baila!" siendo eliminado en la decimotercera semana. Él interpretó el papel principal en una película de drama titulado The Music of You, dirigida por Lloyd DeSouza.

### 2008:CMT
Participó el reality de música country, Gone Country de la estadounidense CMT (Country Music Television) en el que varios músicos especializados en distintos géneros luchaban por ser el que mejor se adaptase a este estilo de música folk.  
Durante el rodaje del programa, convivió durante dos semanas con otros seis músicos en un rancho a las afueras de Nashville, en el estado de Tennessee. La canción que le valió la victoria y que se puede escuchar en la web de la cadena, se llama The Way I Want You. Según su compositor, habla de una sensación que tiene "todo el mundo, en cualquier lugar y en cualquier momento": la de no entender "por qué no me puedes querer como yo te quiero". Su sencillo "The Way I Want You" fue lanzado en la radio del país el 10 de marzo de 2008 y fue producido por Gone Country. 
Iglesias Jr. también apareció en la televisión ABC en el programa de las superestrellas. Fue acompañado por la jugadora de balompié femenino, Brandi Chastaine. Quedaron en el cuarto lugar en dicho concurso. 

### 2011:Tu cara me suena
Desde el 28 de septiembre de 2011 hasta el 30 de noviembre de 2011, actuó los miércoles por la noche en las galas semanales de Antena 3 del programa 'Tu cara me suena', donde consiguió ser ganador en 1 de las 10 galas emitidas y ser campeón del concurso regular con 405 puntos. Entre las distintas actuaciones, ha realizado imitaciones como las de: 
- 1ª gala: Bono (U2) (With or without you) (30 puntos) Quinto.
- 2ª gala: Tina Turner (Private Dancer) (60 puntos) Segundo.
- 3ª gala: Jon Bon Jovi (Bon Jovi) (It's my life) (32 puntos) Sexto.
- 4ª gala: Bob Marley (No woman no cry) (47 puntos) Cuarto.
- 5ª gala: Mick Jagger (The Rolling Stones) (Satisfaction) (46 puntos) Tercero.
- 6ª gala: Julio Iglesias (su propio padre) (Hey/Me olvidé de vivir) (42 puntos) Cuarto.
- 7ª gala: Kurt Cobain (Nirvana) (Smells Like Teen Spirit) (60 puntos) Segundo.
- 8ª gala: Amy Winehouse (Rehab) (62 puntos) Ganador.
- 9ª gala: Umberto Tozzi (Gloria) (26 puntos) Séptimo.
- Final: Anthony Kiedis (Red Hot Chili Peppers) (Give it away), con la que se proclamó 3º Finalista con un 28% de los votos del público y la ganadora, Angy compartió el premio entre los finalistas.

Él donó su parte del premio a la Asociación Española Contra el Cáncer (AECC) dedicada a la investigación de dicha patología. 
- Especial de Navidad:Elton John y Kiki Dee junto a Angy Fernández (35 puntos). Perdedores. (Cuartos).

Participó como invitado en la emisión del 28 de octubre de 2011 del concurso de la misma cadena presentado por Carlos Sobera, Atrapa un millón
El 23 de diciembre fue como invitado al programa Sálvame Deluxe, donde se repasó su vida personal (infancia, relación con sus padres, sus hermanos...).
El 31 de diciembre estrenó en Fabrik su nuevo sencillo junto con la colaboración de Abel the Kid: 'A piece of my love'.
El 12 de noviembre del 2012 acompañó a Santiago Segura imitando a Toñi Salazar (Azúcar Moreno) con la canción Sólo se vive una vez.
El 17 de octubre de 2013, participó en Tu cara más solidaria 2 imitando a Alejandro Sanz, junto a Angy Fernández (Shakira) con la canción La Tortura.
En 2014, Julio canta en el grupo Latin Lovers con Nuno Resende y Damien Sargue.
En agosto de 2015 fue invitado al programa Sálvame Deluxe para repasar las noticias del corazón con respecto a su familia, como la relación de su madre (Isabel Preysler) con Mario Vargas Llosa, o la enfermedad de su padre, Julio Iglesias. 

### 2016: Bailando por un sueño (Argentina)
En 2016 participa del programa de televisión Bailando 2016 en Argentina, junto a Julieta Vaccarelli, y su coreógrafa era la coach bicampeona de los años 2011 y 2012, Mariela Anchipi, hizo lo ritmos de, Música Disco y Cumbia Pop, en el cual es eliminado en la segunda ronda luego de 36 días por la modelo y mediática Pamela Sosa, el alcanzó el puesto 24º.

## 2024: Los Iglesias. Hermanos a la obra
En 2024 coincide con su hermana Chábeli presentando el programa de televisión Los Iglesias. Hermanos a la obra, emitido por el canal público de televisión de España La 1 de TVE..

## Discografía

### Álbumes
- 1999: Bajo mis ojos
- 2003: Tercera dimensión
- 2008: Por la mitad.
- 2012: A Piece Of My Love (Con Abel the Kid)
- 2023: Under the Covers

### Televisión
| Año  | Programa                             | Rol                                  | Canal     | Notas                  |
| ---- | ------------------------------------ | ------------------------------------ | --------- | ---------------------- |
| 2007 | ¡Mira quién baila!                   | Participante                         | TVE       | 3er Eliminado          |
| 2008 | Country Music Television             | Participante                         |           | Ganador                |
| 2008 | ABC                                  | Participante                         |           | 4.º Lugar              |
| 2011 | Tu cara me suena                     | Participante                         | Antena 3  | 3er Lugar              |
| 2011 | Tu cara me suena (Especial Navidad)  | Participante                         | Antena 3  | 1.os Eliminados        |
| 2012 | Tu cara me suena 2                   | Invitado                             | Antena 3  | Acompañante            |
| 2013 | Tu cara más solidaria 2              | Participante                         | Antena 3  | 3.os Eliminados        |
| 2014 | Latin Lovers                         | Cantante                             |           | Interpreta 6 Canciones |
| 2014 | Soy tu doble                         | Participante                         | TV Azteca | 6.º Eliminado          |
| 2016 | Bailando 2016                        | Participante                         | eltrece   | 2.º Eliminado          |
| 2017 | El gran reto musical                 | Invitado                             | TVE       | Participante           |
| 2017 | Trabajo temporal                     | Invitado                             | TVE       | Participante           |
| 2018 | Ven a cenar conmigo: Gourmet edition | Participante                         | Cuatro    | Ganador                |
| 2018 | Mi casa es la vuestra                | Invitado                             | Telecinco | Participante           |
| 2024 | Bake Off: Famosos al horno           | Concursante                          | La 1      | 3er. eliminado         |
| 2024 | Los Iglesias. Hermanos a la obra     | Presentador junto a Chábeli Iglesias | La 1      | Presentador            |

## Vida personal
El 3 de noviembre de 2012, Julio Iglesias Jr. y la modelo belga Charisse Verhaert (n. en 1982), tras siete años de relación, se dieron el sí quiero en una ceremonia religiosa celebrada en la Finca "El Rincón" en Aldea del Fresno, oficiada por el padre Ángel.
En agosto de 2020 se presentó demanda de divorcio en la Corte de Miami.
Actualmente reside entre Miami y Madrid capital, divorciado de su exmujer Charisse tras un proceso de divorcio amistoso.
En 2023 inició una relación sentimental con la modelo y actriz cubana Ariadna Romero